# Caridad (virtud)

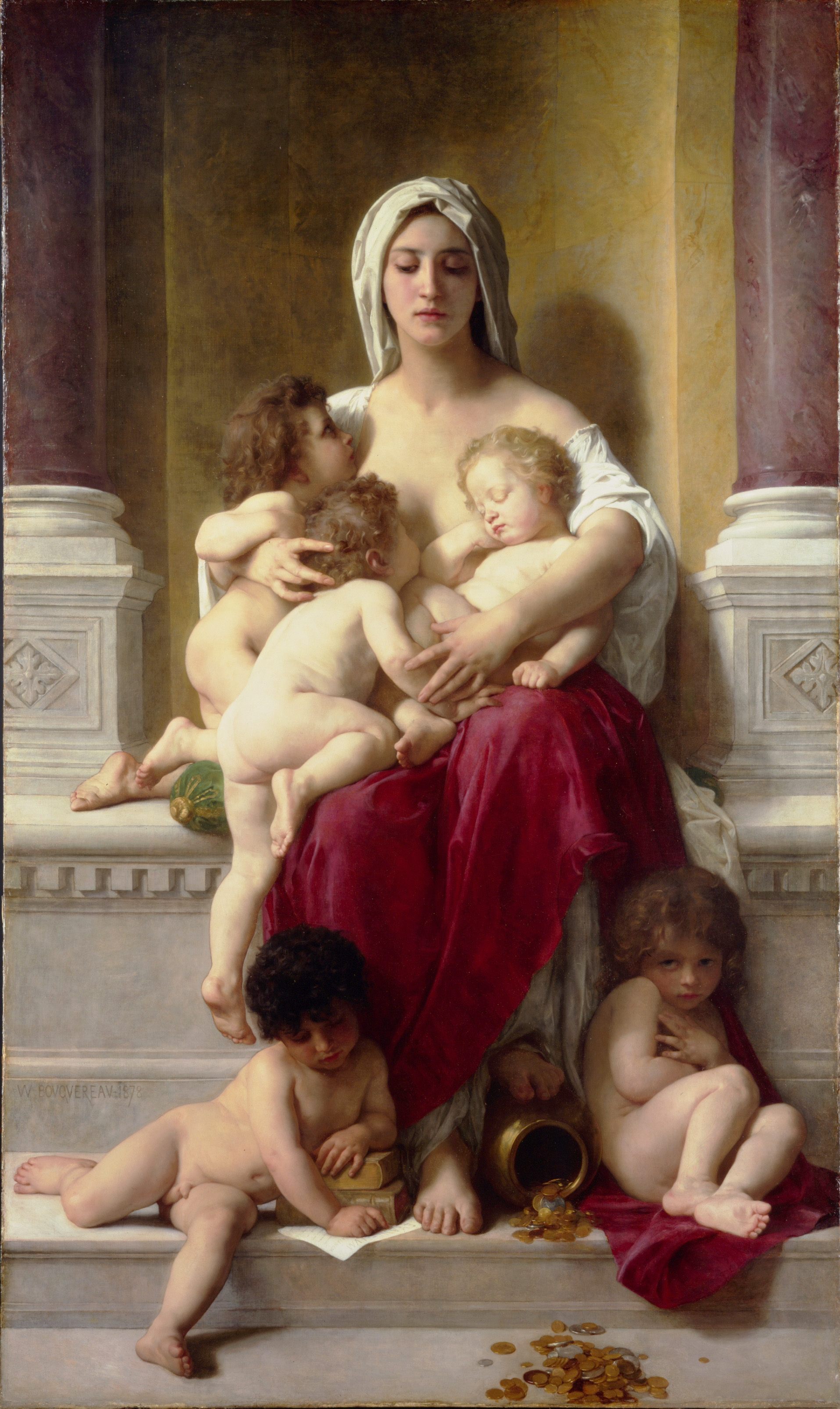
La Caridad (1878), de William-Adolphe Bouguereau.

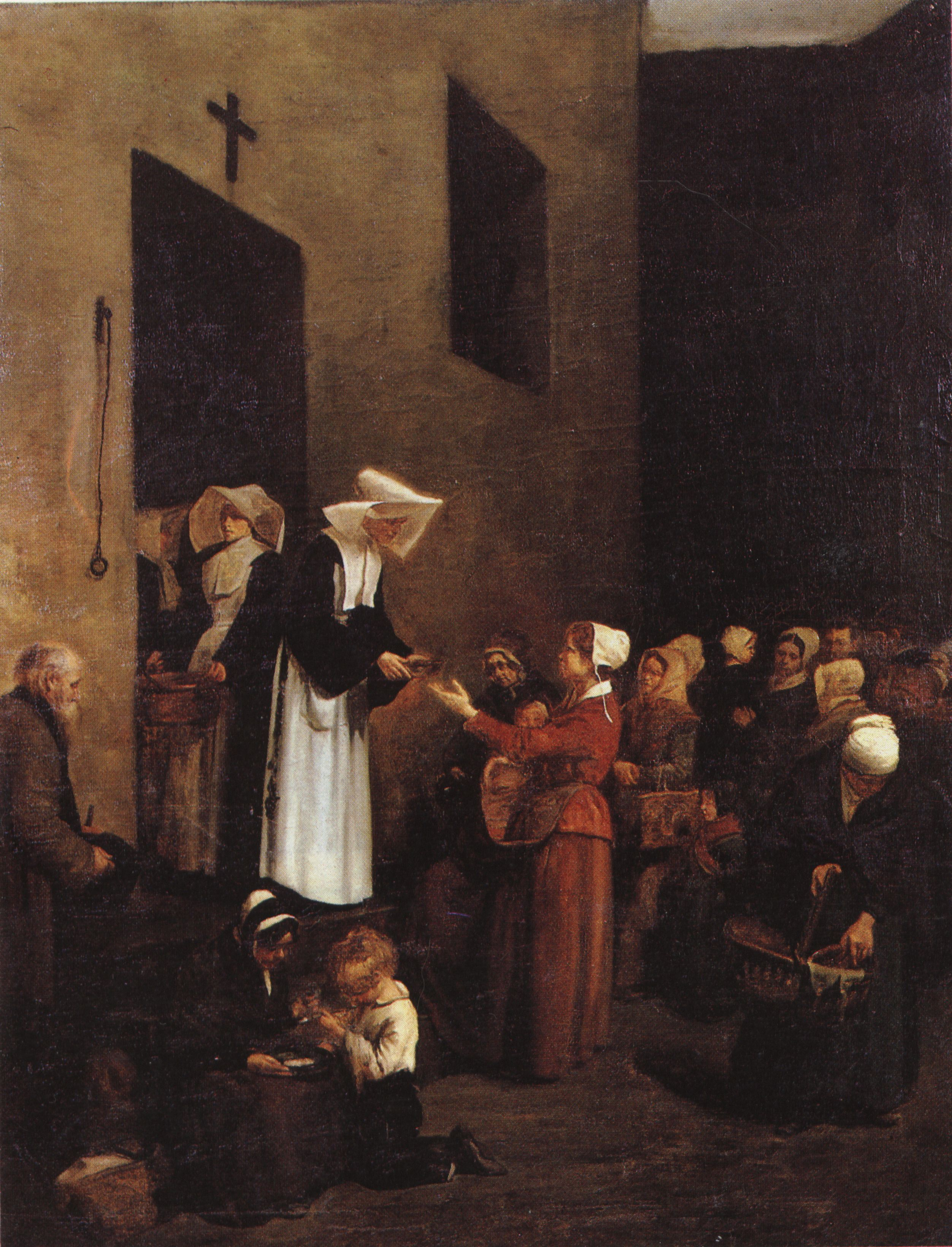
La Caridad, de François Bonvin (1851).

La caridad (del latín: caritas) (o amor, en español moderno) es, para la Iglesia católica, aquella virtud teologal por la cual se ama a Dios sobre todas las cosas por Él mismo y al prójimo como a nosotros mismos por amor de Dios. La caridad tiene por frutos el gozo, la paz y la misericordia. Exige la práctica del bien y la corrección fraterna; es benevolencia; suscita la reciprocidad; es siempre desinteresada y generosa; es amistad y comunión.

## En las Escrituras
La caridad nace del amor de Dios a los humanos, y de la respuesta del hombre a ese amor. De hecho, constituye el mandamiento principal de Jesús a los apóstoles y discípulos: «Amaos los unos a los otros».

Reina Valera 

1 Seguid la caridad;
 y procurad los dones espirituales,
 mas sobre todo que profeticéis. 

Textus Receptus 

1 διωκετε την αγαπην
ζηλουτε δε τα πνευματικα
μαλλον δε ινα προφητευητε

Vulgata latina 

sectamini caritatem
aemulamini spiritalia
magis autem ut prophetetis 

1 Corintios 14:1

La virtud de la caridad toma en cuenta los mandamientos de la ley de Dios, que expresan el núcleo de la moral cristiana. Sin embargo, Dios mismo se coloca como único y perfecto ejemplo de amor, que salva a los que todavía no creen en él, muriendo por quienes son todavía sus enemigos. San Pablo, cuando habla del amor de Dios, describe cómo es la caridad:

Reina Valera 

4 La caridad es sufrida, es benigna;
la caridad no tiene envidia, la caridad no hace sinrazón, no se ensancha;

5 No es injuriosa, no busca lo suyo, no se irrita, no piensa el mal;

6 No se huelga de la injusticia, mas se huelga de la verdad;

7 Todo lo sufre, todo lo cree, todo lo espera, todo lo soporta.

8 La caridad nunca deja de ser: mas las profecías se han de acabar,
y cesarán las lenguas, y la ciencia ha de ser quitada;

Textus Receptus 

4 η αγαπη μακροθυμει χρηστευεται  

η αγαπη ου ζηλοι η αγαπη ου περπερευεται ου φυσιουται

5 ουκ ασχημονει ου ζητει τα εαυτης ου παροξυνεται ου λογιζεται το κακον

6 ου χαιρει επι τη αδικια συγχαιρει δε τη αληθεια

7 παντα στεγει παντα πιστευει παντα ελπιζει παντα υπομενει

8 η αγαπη ουδεποτε εκπιπτει ειτε δε προφητειαι καταργηθησονται  

ειτε γλωσσαι παυσονται ειτε γνωσις καταργηθησεται

Vulgata latina 

1 Corintios 13:4-8

La caridad es considerada la virtud teologal más importante, y superior a cualquier otra virtud.

## Catolicismo
Para san Basilio de Moscú (1468-1557), la condición de hijos del Padre se adquiría cuando entendida como la búsqueda del bien:

O nos apartamos del mal por temor del castigo y estamos en la disposición del esclavo, o buscamos el incentivo de la recompensa y nos parecemos a mercenarios, o finalmente obedecemos por el bien mismo del amor del que manda... y entonces estamos en la disposición de hijos.
San Basilio, reg. fus. prol. 3

En teología moral, se considera a la caridad para con el prójimo una virtud cristiana opuesta a una serie de pecados: al odio, como deseo del mal del prójimo; a la envidia, como especie de tristeza ante el bien ajeno al que se considera como mal para uno; a la discordia, como disensión de las voluntades ajenas; a la contienda, como altercado o discusión violenta; a la guerra, como lucha de una multitud contra otra entablada con intervención de la autoridad pública; y al escándalo, como aquellos dichos o hechos que proporcionan al otro ocasión de cometer el mal, entre otros. El Diccionario de la lengua española de la Real Academia Española la define además, en su acepción tercera, como «limosna que se da o auxilio que se presta a los necesitados». La Iglesia católica considera la limosna hecha a los pobres como uno de los principales testimonios de la caridad fraterna, pero también una práctica de justicia (Catecismo de la Iglesia católica, 2447). La caridad tiene por frutos el gozo, la paz y la misericordia:

La culminación de todas nuestras obras es el amor. Ese es el fin; para conseguirlo, corremos; hacia él corremos; una vez llegados, en él reposamos.
San Agustín, In epistulam Ioannis tractatus, 10, 4

La encíclica Deus caritas est, del papa Benedicto XVI, profundiza más en la virtud de la caridad cristiana.

(...) «agapé», el cual, como hemos visto, se convirtió en la expresión característica para la concepción bíblica del amor. En oposición al amor indeterminado y aún en búsqueda, este vocablo expresa la experiencia del amor que ahora ha llegado a ser verdaderamente descubrimiento del otro, superando el carácter egoísta que predominaba claramente en la fase anterior. Ahora el amor es ocuparse del otro y preocuparse por el otro. Ya no se busca a sí mismo, sumirse en la embriaguez de la felicidad, sino que ansía más bien el bien del amado: se convierte en renuncia, está dispuesto al sacrificio, más aún, lo busca.
Benedicto XVI